# Johann Baptist Cramer

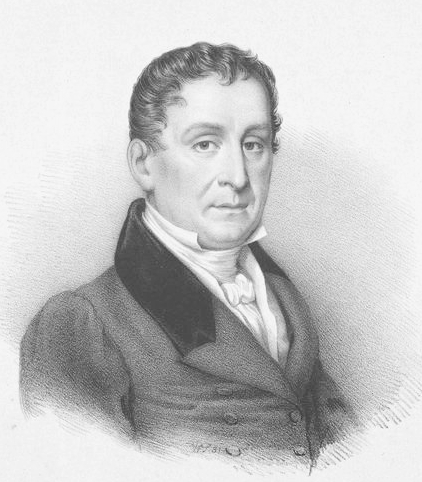
Johann Baptist Cramer.

Johann Baptist Cramer, född den 24 februari 1771 i Mannheim, död den 16 april 1858 i Kensington, var en tysk pianist.
Cramer kom i unga år till London, där han snart fick ofantligt stort anseende som lärare och virtuos. Han gjorde sedan flera konstresor till kontinenten och vistades 1832-45 i Paris. 
Som virtuos beundrades han för sitt rena, smakfulla och, särskilt i bunden skrivart, uttrycksfulla föredrag, medan han i briljant teknik överträffades av Hummel och Moscheles med flera. 
Som pianolärare var han den mest ansedde i början av 1800-talet. Hans etyder, som ännu är allmänt i bruk, utmärker sig genom en sällsynt förening av musikaliskt och instruktivt värde. 
Hans namn nämns i romanen "Emma" av Jane Austen i andra delen kapitel 10. Boken publicerades 1814. Referat ur boken: " Han tog några noter från en stol intill pianot och vände sig till Emma och sa: Här är något som jag inte har sett förut. Känner ni till det? Cramer, heter kompositören".

## Verk (Urval)
- Pianokonsert No.2 d-moll, Op.16
- 2 Pianosonater, Op.27
- Pianokonsert No.5 c-moll, Op.48
- 84 Etyder, Op.50
- Pianosonat e-moll, "L'Ultima", Op.53
- Pianokonsert No.7 E-dur, Op.56
- Pianosonat C-dur, Op.57
- Introduzione ed aria all'inglese för piano, Op.65
- Pianokvintett E-dur, Op.69
- Pianokonsert No.8 d-moll, Op.70
- Short Studies, Op.100